# Alma Vii
Alma Vii (veraltet Alma Între Vii; deutsch Almen, ungarisch Szászalmád, siebenbürgisch-sächsisch Ålmen) ist ein Dorf im Kreis Sibiu in Siebenbürgen, Rumänien. Es ist Teil der Gemeinde Moșna (Meschen).
Der Ort ist auch unter den rumänisch veralteten Bezeichnungen Alma Săsească, den ungarischen Almád, Szászalmás, Német-Almás und Almás bekannt.

## Geographische Lage

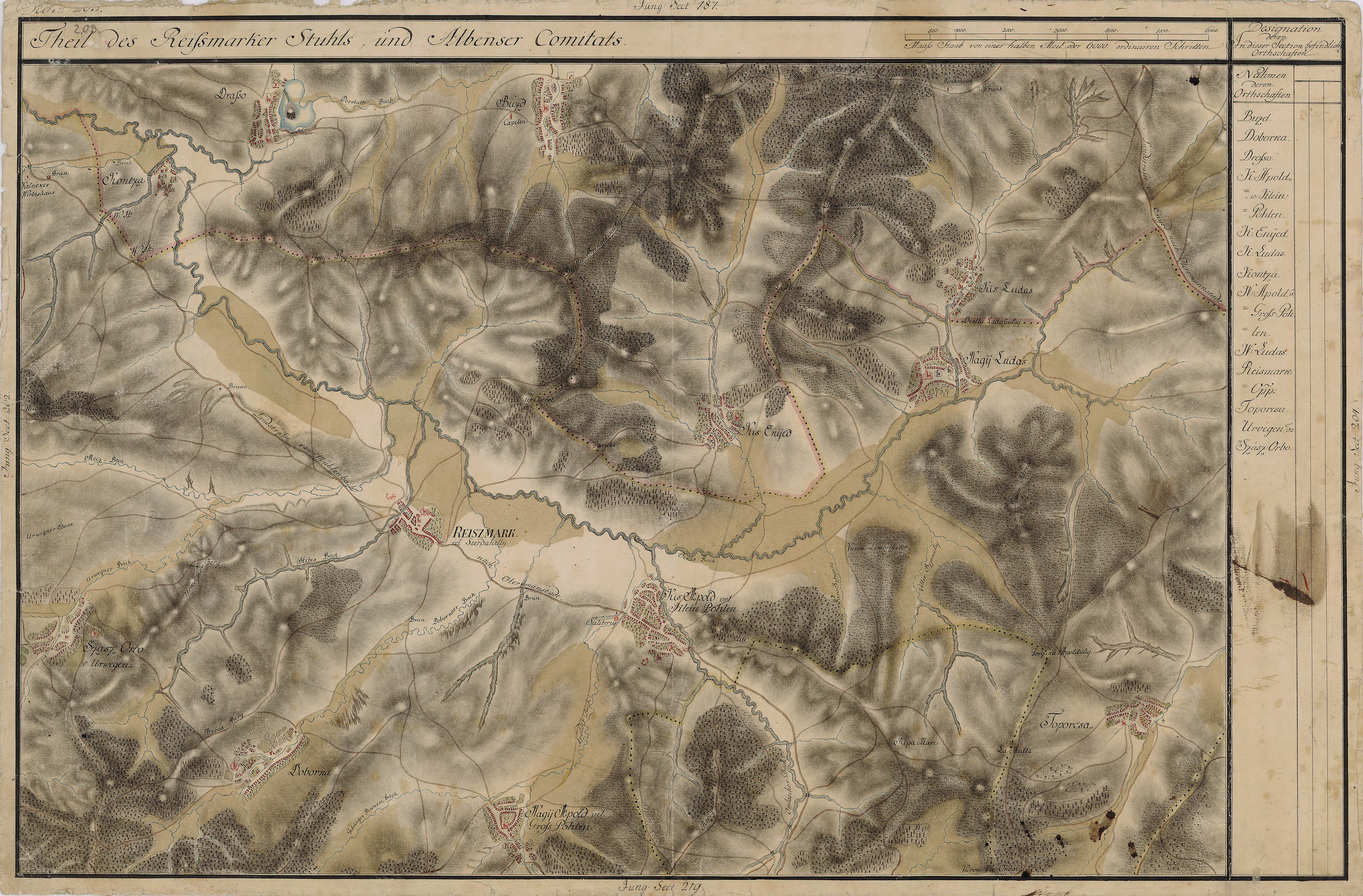
Almen (Allmen, v.Szász) in der Josephinischen Landaufnahme von 1769–1773.

Almen liegt im Siebenbürgischen Becken am Oberlauf des Calvas (Kaltbach) – ein rechter Zufluss der Vișa –, zwischen dem Harbacher Hochland (Podișul Hârtibaciului) und Kokel-Hochland (Podișul Târnavelor). Im Norden des Kreises Sibiu befindet sich das Dorf an der Dorfstraße (drum comunal) DC 12, sieben Kilometer südöstlich vom Gemeindezentrum; zwei Kilometer südlich der Kreisstraße (drum județean) DJ 141 von Mediaș (Mediasch) nach Bârghiș (Agnita), entfernt. Die Stadt Mediaș liegt 17 Kilometer nordwestlich von Alma Vii.

## Geschichte
Der Ort wurde im Jahr 1289 unter dem Namen Alma erstmals urkundlich erwähnt. Er war über viele Jahrhunderte ein Dorf der Siebenbürger Sachsen und gehörte lange zum Königreich Ungarn, zum Fürstentum Siebenbürgen bzw. zu Österreich. Im Jahr 1523 erließ der ungarische König Ludwig II. Almen nach einem Brand für drei Jahre die Steuern. Nach dem Ende des Ersten Weltkrieges gelangte das damalige Alma Săsească an Rumänien. In den 1980er und 1990er Jahren wanderten die meisten Siebenbürger Sachsen aus dem Dorf nach Deutschland aus. Außer den zahlreichen Treffen in Deutschland fand das erste Treffen in Alma Vii im August 2017 statt.

## Bevölkerung
Im Jahr 1532 wurden in Almen 57 Wirte gezählt. 1850 lebten im Dorf 542 Einwohner, davon waren 330 Deutsche, 134 Rumänen und 78 Roma. Im Jahr 1941 wurde mit 682 die größte Bewohnerzahl registriert; davon waren 435 Deutsche. Die höchste Anzahl der Deutschen (451) wurde 1930, die der Rumänen 2002 und die der Roma (196) 1992 gezählt. 2002 bezeichneten sich von den nur noch 367 Bewohnern 286 als Rumänen, 70 als Roma, 5 als Ungarn, 4 als Ukrainer und 2 als Deutsche.  Der Ort wird heute vorwiegend von Rumänen und Roma bewohnt.

## Sehenswürdigkeiten
- Die turmlose gotische Saalkirche, zu Beginn des 14. Jahrhunderts errichtet, später ausgebaut (letztens 1804), und die befestigte Kirchenburg als Ganzes stehen unter Denkmalschutz.[7]

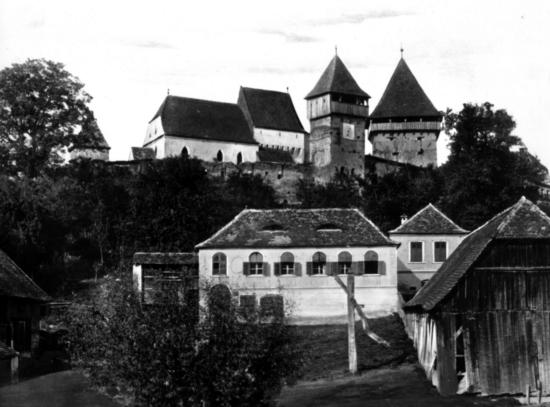
Kirchenburg und Kanzlei um 196x,
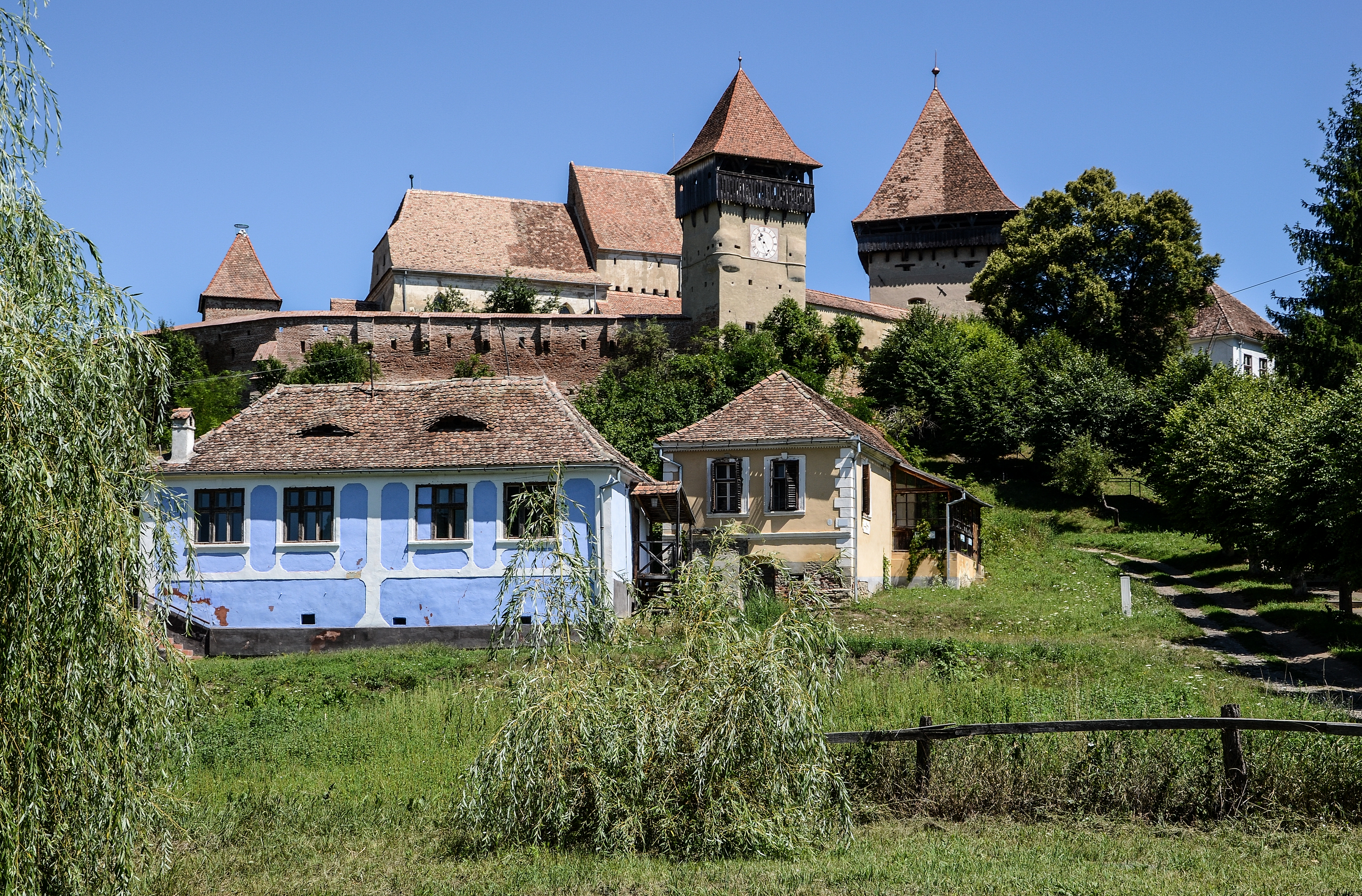
… um 2025, Ansicht von Süden